# 圣塞夫里安德卡斯特罗
圣塞夫里安德卡斯特罗，是西班牙卡斯蒂利亚-莱昂萨莫拉省的一个市镇。 总面积66平方公里，总人口370人（2001年），人口密度6人/平方公里。